# Calpis
Calpis (яп. カルピス карупису) — безалкогольный негазированный напиток, торговая марка токийской компании Calpis Co., Ltd. (яп. カルピス株式会社 карупису кабусики-гайся). Напиток имеет легкий молочный вкус и кисловатый аромат, похожий на обычный или ванильный йогурт или Yakult. Calpis изготавливают путём молочнокислого брожения из воды, обезжиренного сухого молока и молочной кислоты.
Напиток продается в виде концентрата, который перед употреблением смешивается с водой или молоком. Разновидность напитка, не требующая предварительного разбавления, продаётся под названием Calpis Water (カルピスウォーター, карупису во: та:, букв. с англ. — «вода Calpis»), а газированный вариант — Calpis Soda (カルピスソーダ, карупису со: да). Он также используется для ароматизации какигори или смешивается с коктейлями.
Рекламная кампания Calpis началась 7 июля 1919 года. Он быстро стал популярным в довоенной Японии, потому что концентрат хорошо хранился вне холодильных устройств. Одноимённая компания существует с 1948 года, первоначально она называлась Calpis Shokuhin Kougyou (яп. カルピス食品工業株式会社 карупису сёкухин ко:гё: кабусики-гайся). Всем её пакетом акций владела Ajinomoto. В 2012 году компания была приобретена Asahi.

## Разновидности
Напиток Calpis продаётся с различными вкусами, например, клубника, виноград, маття, гуава, манго, ананас, апельсин, мандарин, дыня, персик, алоэ, сливки. С недавних пор существует разновидность «утренняя смесь» с яблочным вкусом, содержащая на 70 % меньше калорий и обогащенная кальцием. Ещё одним недавним диетическим нововведением стал «Calpis Zero». В Японии и в Тайване продаются алкогольные «Calpis Sour», «Calpis Bartime» и другие. Существуют и конфеты Calpis.
Calpis Co., Ltd. производит ряд других напитков, начиная от консервированного кофе и заканчивая питательными йогуртами, в частности, «Gun Gun Gurt». В 2010 году она выпустила молоко, в состав которого входит маточное молочко пчел.

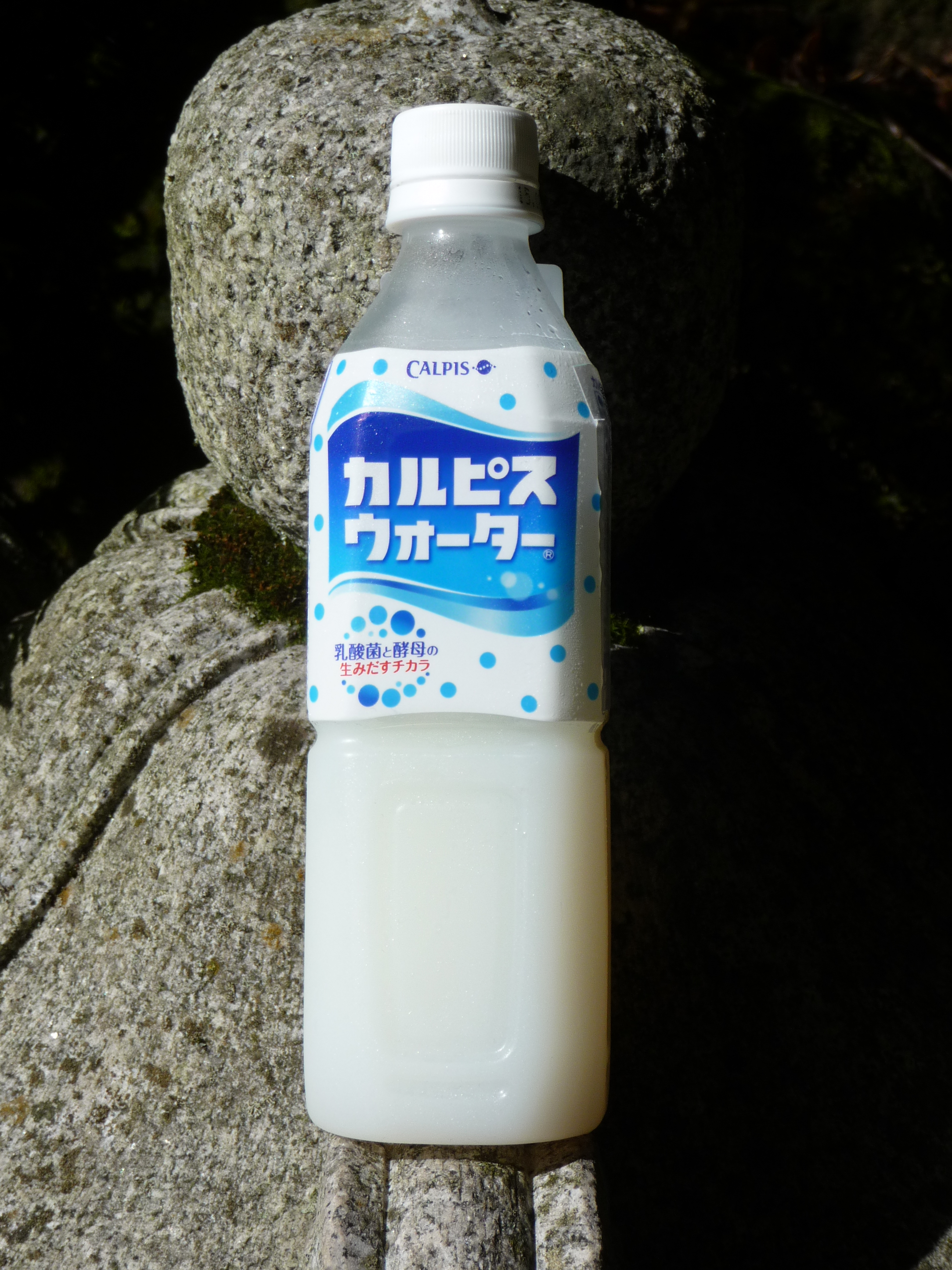
Calpis Water
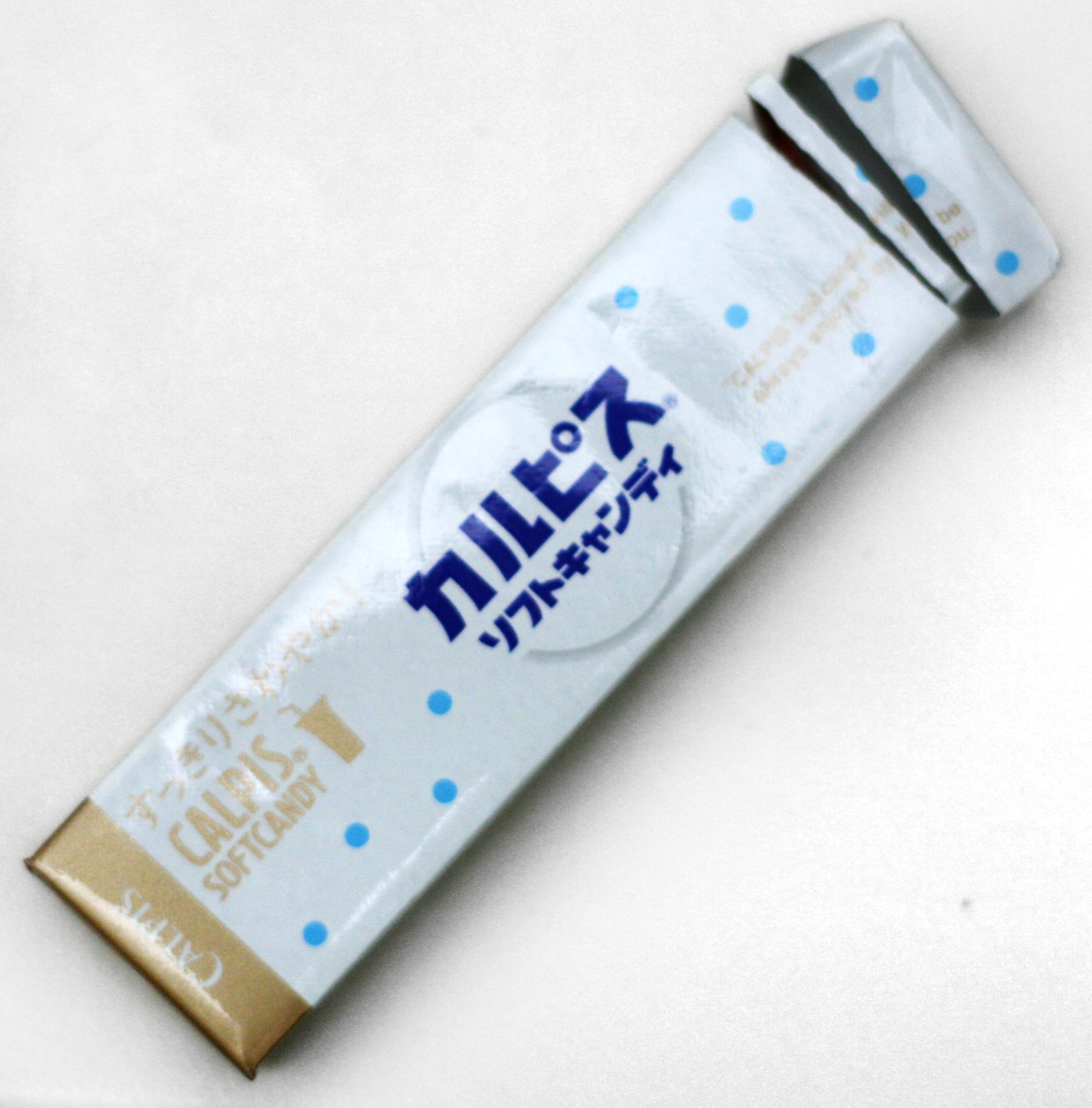
Конфеты со вкусом Calpis